# 山口県立小野田高等学校
山口県立小野田高等学校（やまぐちけんりつ おのだこうとうがっこう）は、山口県山陽小野田市くし山一丁目に所在する公立の高等学校。通称は「だんご」という。

## 設置学科
全日制
- 普通科

## 沿革

### 旧興風中学校
- 1884年4月10日 - 如不乃堂発足
- 1893年4月 - 有為学会設立
- 1894年4月1日 - 興成義塾が開校
- 1903年9月10日 - 上の3つを併合、長門興風学校に改称
- 1906年9月10日 - 私立興風中学校に改称
- 1919年12月15日 - 興風中学校に改称
- 1929年7月2日 - 山口県興風中学校に改称
- 1941年4月1日 - 小野田市に移管、小野田市立興風中学校に改称
- 1944年9月1日 - 山口県に移管、山口県立興風中学校に改称
- 1948年4月1日 - 山口県立小野田高等学校に改称

### 旧小野田女子商業学校
- 1944年4月1日 - 山口県立小野田女子商業学校が開校
- 1946年4月1日 - 山口県立小野田高等女学校に改称
- 1948年4月1日 - 山口県立小野田女子高等学校に改称

### 統合後
- 1949年5月1日 - 両校を山口県立小野田高等学校として統合
- 2020年7月 - 県央部多部制定時制・通信制高校の設置に伴う、2022年度からの定時制課程の募集停止を県教委が発表[1]。
- 2024年
  - 3月1日 - 定時制の閉課程式が行われる[2]
  - 3月31日 - 定時制を廃止する

## 著名な卒業生
- 俵田明（宇部興産創立者、社長）興成義塾卒業
- 兼崎地橙孫（俳人、書家、弁護士）私立興風中学校卒業
- 縄田尚門（陸上競技選手・指導者）興風中学校卒業
- 篠田傳（プラズマテレビ開発者）
- 藤田剛二（政治家、実業家）
- 林伊佐緒（歌手）
- 伊藤欣司(pool bit boys:ボーカル)

## 通称について
通称の「だんご」には以下の説がある。
- 昔は小野田高校の「田」と「高」で「だんこう」と呼ばれていた。（同校野球部のユニフォームの胸部分に「DANKO」と書かれていた時代もあった）。この「だんこう」が「だんご」へと変化して今に至る
- 校章の形に由来する